# 長門二見駅
長門二見駅（ながとふたみえき）は、山口県下関市豊北町大字神田上字上二見にある、西日本旅客鉄道（JR西日本）山陰本線の駅である。

## 歴史
大正期に山陰本線最後の連結区間として、この地域の鉄道敷設が行われた。当時、日本海沿いに敷設される予定であった本線だが、地域の要望や予算等により、滝部駅と特牛駅の2駅が内陸にあるような経路となった。そのため本線は当駅周辺で、ほぼ90度方向転換する。
- 1925年（大正14年）8月16日：鉄道省小串線（現・山陰本線）小串駅 - 滝部駅間延伸時に開設[3]。客貨取扱開始[1]。
  - 当時の所在地表示は山口県豊浦郡神玉村大字神田上字上二見[3]であった。
- 1933年（昭和8年）2月24日：小串線が山陰本線に編入、同線所属となる。
- 1955年（昭和30年）4月1日：豊北町成立に伴い、所在地表示が山口県豊浦郡豊北町大字神田上字上二見となる。
- 1961年（昭和36年）8月1日：貨物取扱廃止[1]。
- 1962年（昭和37年）10月10日：当駅構内で小児の置石による旅客列車機関車の脱線事故が発生[4]。
- 1986年（昭和61年）
  - 2月1日：荷物扱い廃止[1]。
  - 4月1日：無人駅化[2]
- 1987年（昭和62年）4月1日：国鉄分割民営化に伴い、JR西日本の駅となる[1]。
- 2005年（平成17年）2月13日：下関市（第2次）成立に伴い、所在地表示が現行のものとなる。
- 2010年（平成22年）8月7日：ホーム上の待合室が不審火により全焼[5]。
- 2023年（令和5年）
  - 7月1日：大雨の影響で長門粟野駅 - 阿川駅間の粟野川橋梁が傾斜する[6]などの被害を受けたため、当駅を含む長門市駅 - 小串駅間で不通となる[7]。
  - 7月4日：不通区間で代行バスが運行開始[8]。
- 2024年（令和6年）
  - 6月22日：滝部駅 - 小串駅間で運転再開[9]。

## 駅構造
島式ホーム1面2線を有する交換可能な地上駅。
長門鉄道部管理の無人駅。自動券売機等の設備は無い。ホームは崖の中腹にあり、駅舎からは地下道経由で階段を上る。ホーム上に待合室がある。駅舎とホーム間に通過線がある。

### のりば

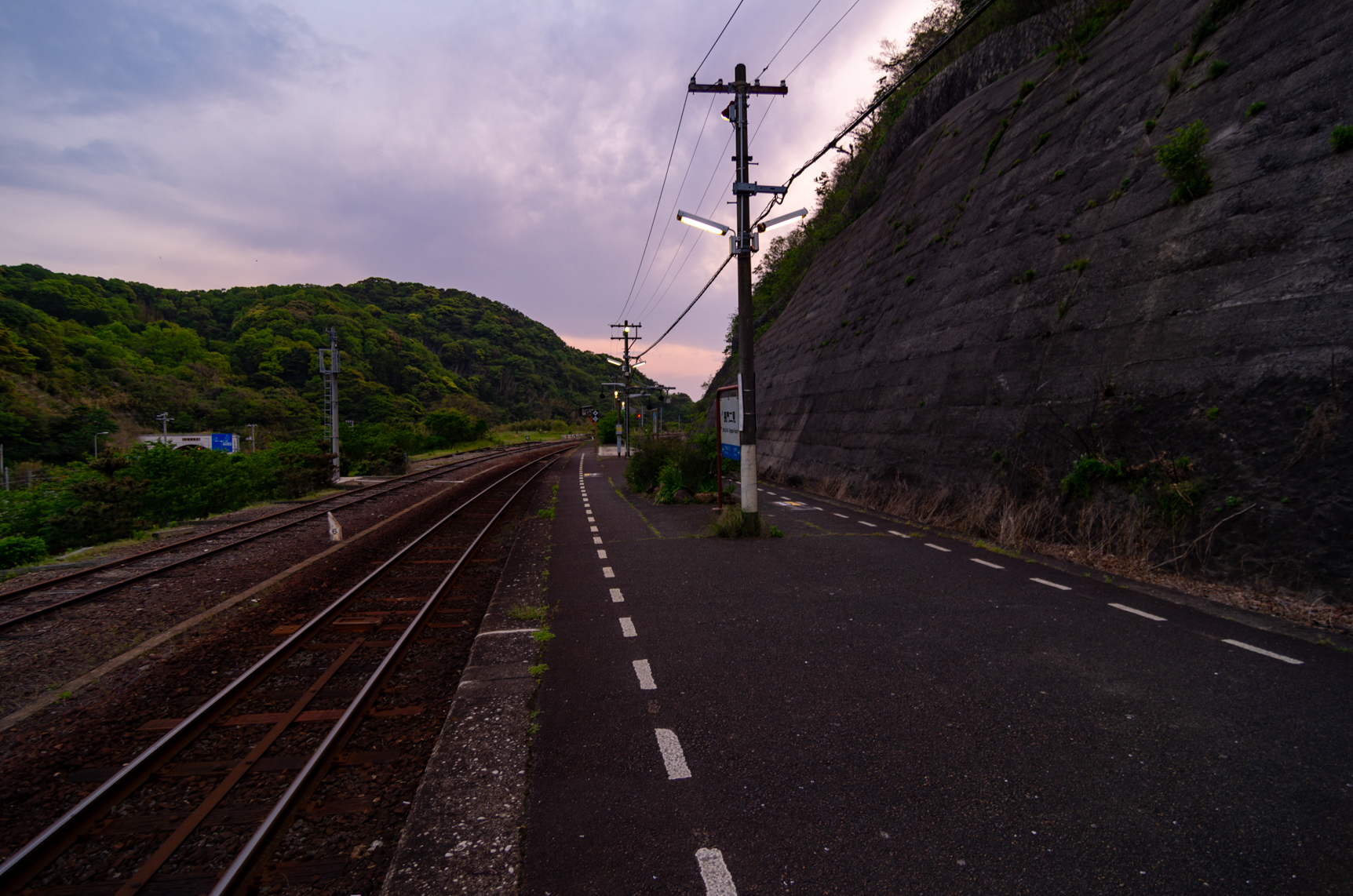
ホーム（2012年5月）

| ホーム | 路線      | 方向 | 行先             |
| ------ | --------- | ---- | ---------------- |
| 駅舎側 | ■山陰本線 | 下り | 小串・下関方面   |
| 反対側 | ■山陰本線 | 上り | 滝部・長門市方面 |

※案内上ののりば番号は設定されていない。

## 利用状況
近年の1日平均乗車人員の推移は以下の通り。2023年の1日当たりの利用者数は14人、年間利用客数は2668人である。
なお2023年6月30日の大雨により、2024年6月22日まで運休状態であった。
| 乗車人員推移 | 乗車人員推移 |
| 年度         | 1日平均人数  |
| ------------ | ------------ |
| 1999         | 117          |
| 2000         | 114          |
| 2001         | 78           |
| 2002         | 68           |
| 2003         | 77           |
| 2004         | 69           |
| 2005         | 72           |
| 2006         | 72           |
| 2007         | 71           |
| 2008         | 63           |
| 2009         | 56           |
| 2010         | 51           |
| 2011         | 45           |
| 2012         | 47           |
| 2013         | 42           |
| 2014         | 34           |
| 2015         | 25           |
| 2016         | 18           |
| 2017         | 16           |
| 2018         | 15           |
| 2019         | 16           |
| 2020         | 14           |
| 2021         | 16           |
| 2022         | 13           |
| 2023         | 7            |

## 駅周辺

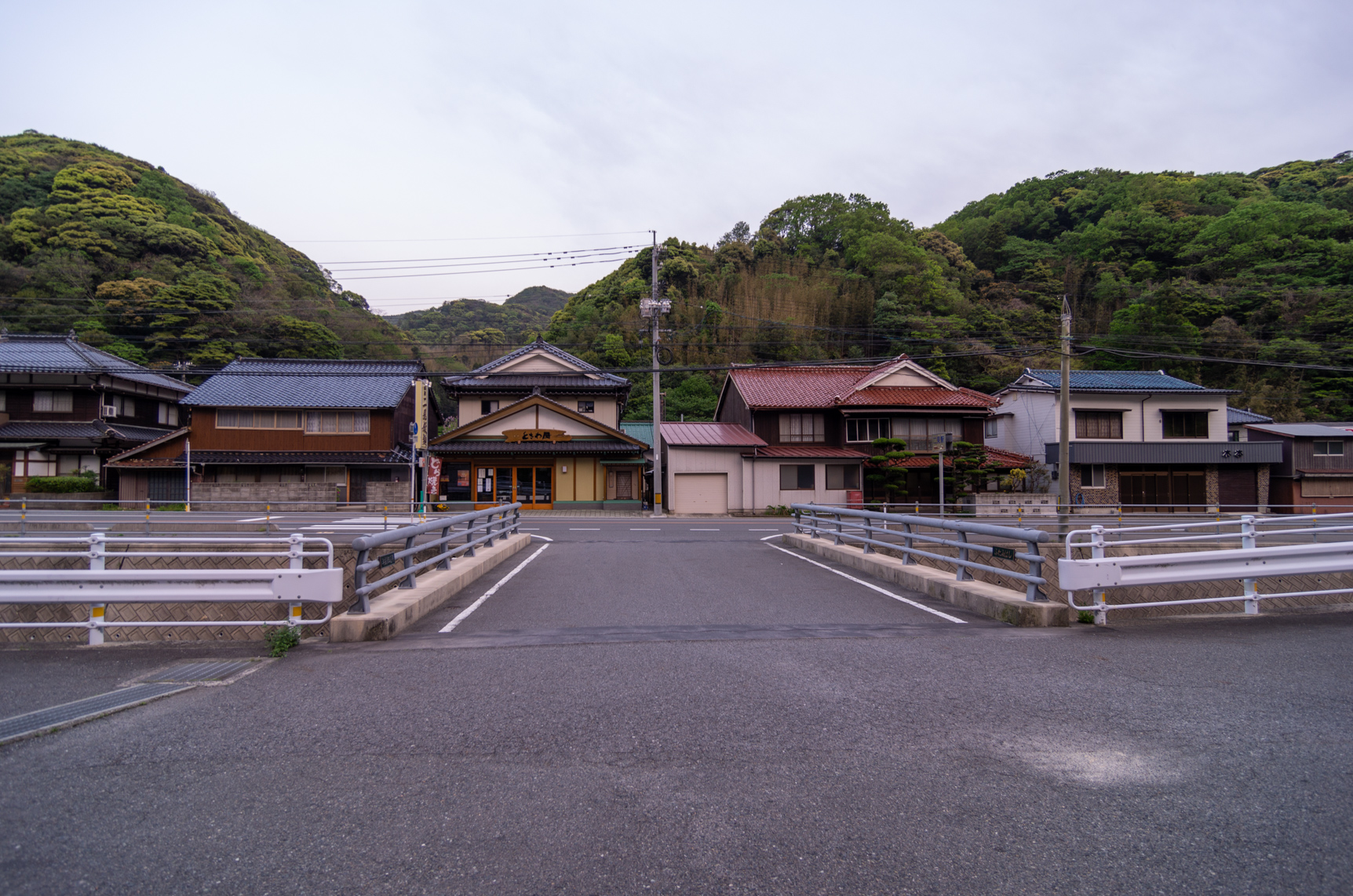
駅前（2012年5月）

下関市豊北町の南西部に位置する。山口県道39号粟野二見線が山陰本線に並行して駅前を通っている。当駅の南側で大きくカーブし、国道191号と並行して海沿いに進む。駅前には商店が少しある。
- 二見郵便局
- 二見漁港
- 下関市立二見小学校
- 二見夫婦岩[12]（○○のはなし号の停車スポットから見ることが出来る）
- ときわ屋（二見饅頭）
- 光輪寺
- 国道191号
- 山口県道39号粟野二見線

※土井ヶ浜遺跡・人類学ミュージアム・土井ヶ浜海水浴場のある土井ヶ浜へは当駅よりバスで行くことが出来る。

### バス路線
- ブルーライン交通：駅前に二見駅バス停がある。
  - 土井ヶ浜・特牛港・肥中方面
  - 宇賀本郷・湯玉駅・小串駅・豊浦総合支援学校・豊浦病院・川棚駅・川棚温泉方面

## 隣の駅
西日本旅客鉄道（JR西日本）
■山陰本線
滝部駅 - 長門二見駅 - 宇賀本郷駅